# Kurt M. Neubig
Kurt M. Neubig ( n. 1961 ) es un botánico estadounidense. Desarrolla actividades académicas en el Departamento de Ciencias Biológicas, Universidad Estatal de Florida.

## Algunas publicaciones
- lars w. Chatrou, m.d. Pirie, r.h.j. Erkens, t.l.p. Couvreur, kurt m. Neubig, j.r. Abbott, j.b. Mols, j.w. Maas, r.m.k. Sauders, m.w. Chase. 2012. A new subfamilial and tribal classification of the pantropical flowering plant family Annonaceae informed by molecular phylogenetics. Bot. J. of the Linnean Soc. 169 (1): 5-40

- kurt m. Neubig, w.m. Whitten, b.s. Carlsward, m.a. Blanco, l. Endara, n. Williams, m. Moore. 2009. Phylogenetic utility of ycf1 in orchids: a plastid gene more variable than matK. Plant Systematics and Evolution 277:75-84

- e.r. bécquer Granados, kurt m. Neubig, w.s. Judd, f. Michelangeli, j.r. Abbott, d.s. Penneys.. 2008. Preliminary molecular phylogenetic studies in Pachyanthus (Miconieae, Melastomataceae). Bot. Rev. 74: 37-52

- mario a. Blanco, german Carnevali, w. mark Whitten, rodrigo b. Singer, samantha Koheler, norris h. Williams, isidro Ojeda, kurt m. Neubig, lorena Endara. 2008. Generic realignments in Maxillariinae (Orchidaceae): corrigenda et addenda. Lankesteriana 8 (1): 15 en línea (enlace roto disponible en Internet Archive; véase el historial, la primera versión y la última).

- m. Whitten, m.a. Blanco, n.h. Williams, s. Koehler, g. Carnevali, r.b. Singer, l. Endara, kurt m. Neubig. 2007. Molecular Phylogenetics of Maxillaria and Related genera (Orchidaceae: Cymbidieae) Based Upon Combined Molecular Data Sets. American Journal of Botany. 94:1860-1889

- m.a. Blanco, g. Carnevali, m. Whitten, r.b. Singer, s. Koehler, n.h. Williams, i. Ojeda, kurt m. Neubig, l. Endara. 2007. Generic Realignments in Maxillariinae (Orchidaceae). Lankesteriana. 7(3):515-537

- La abreviatura «Neubig» se emplea para indicar a Kurt M. Neubig como autoridad en la descripción y clasificación científica de los vegetales.[1]